# 霞若傈僳族乡
霞若傈僳族乡（藏語：བྲག་ཞབས་ལི་སུའུ་རིགས་ཤང་།）是中华人民共和国云南省迪庆藏族自治州德钦县下辖的一个民族乡。

## 词源
“霞若”为藏语，意为“岩石下”。“霞”为“山岩”，“若”为“下”，因驻地霞若村旁有一大岩石，故名。

## 行政区划
霞若傈僳族乡下辖以下村级行政区划单位：
霞若村、石茸村、夺松村、月仁村、施坝村、各么茸村和粗卡桶村。